# Чуран
Чуран — река в России, протекает в Оханском районе Пермского края. Длина реки составляет 12 км, площадь водосборного бассейна 55,5 км².
Начинается из родников в логе Куренек между урочищем Малиновка и деревней Кысово. Течёт сначала на северо-запад через урочище Казаково Поле, затем поворачивает на северо-восток и протекает через деревни Чуран и Усть-Луговая. Устье реки находится в 12 км по правому берегу реки Ошап к западу от деревни Ключи 3-и.
Основные притоки — Селезневка (лв), Комаровка (лв) Северный Чуран (лв), Хмелевка (пр), Вальховка (пр) и Луговая (пр).

## Данные водного реестра
По данным государственного водного реестра России относится к Камскому бассейновому округу, водохозяйственный участок реки — Кама от Камского гидроузла до Воткинского гидроузла, речной подбассейн реки — бассейны притоков Камы до впадения Белой. Речной бассейн реки — Кама.
Код объекта в государственном водном реестре — 10010101012111100014547.